# Liste der Mainbrücken

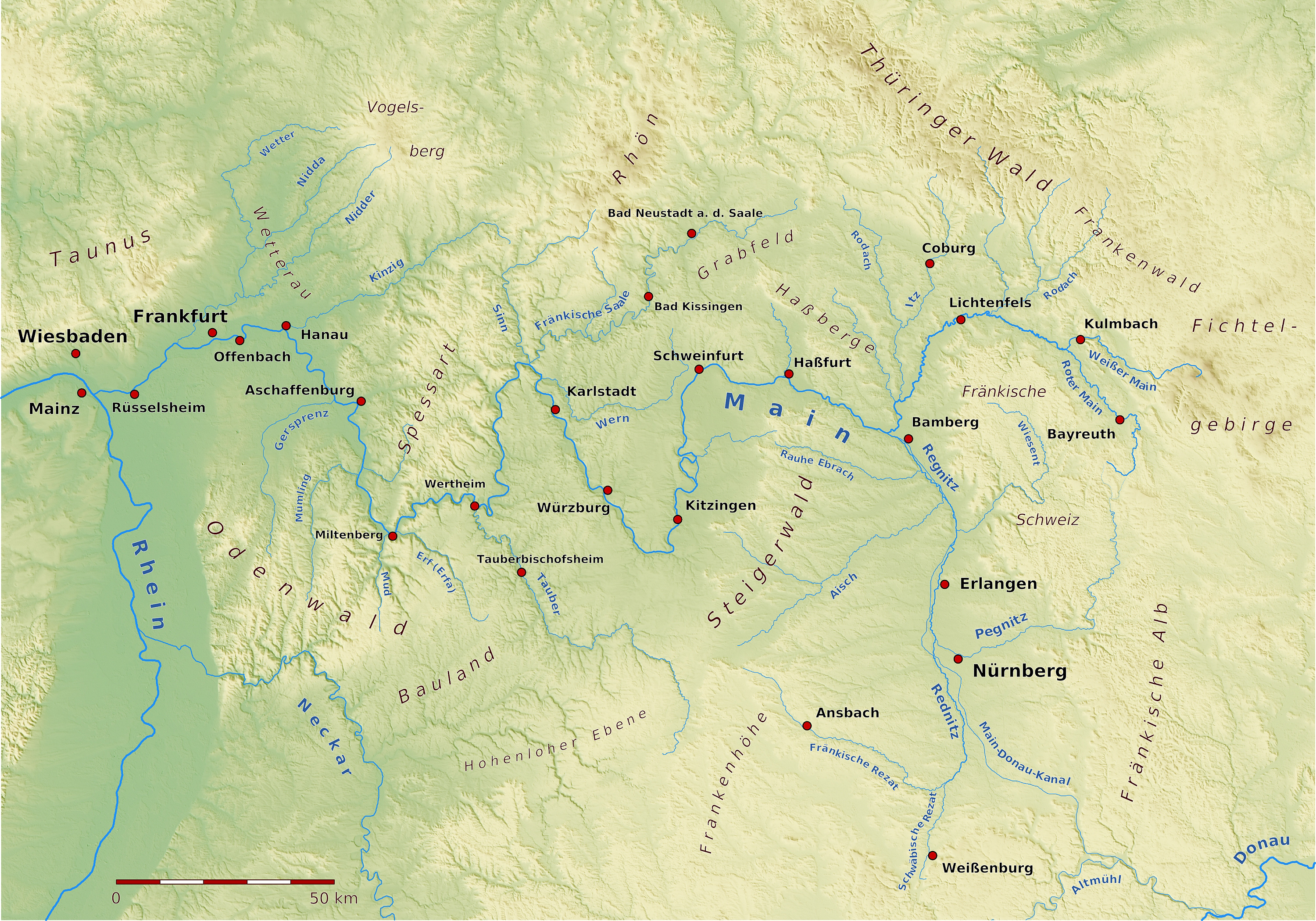

Die Liste der Mainbrücken nennt Brücken, die den Main überqueren.

## Erläuterungen
Die Liste beginnt an der Mündung des Main in den Rhein und endet am Zusammenfluss seiner beiden Quellflüsse, des Weißen Mains und des Roten Mains, in der Umgebung von Kulmbach.
In den nachstehenden Tabellen bedeuten
- Main-km = Die Angaben sind dem amtlichen Verzeichnis der Brückendurchfahrtshöhen/-breiten bzw. dem Streckenatlas entnommen.[1][2][3] Bei Schleusen beziehen sie sich auf den Wehrsteg/Schleusensteg und weichen daher von den Angaben in den jeweiligen Artikeln ab.
- In der Spalte Funktion bedeutet S = Straßenbrücke; E = Eisenbahnbrücke; F, R = Brücke, die von Fußgängern und Radfahrern benutzt werden kann. Wird in einer Schleuse die Benutzung nur geduldet, steht der Buchstabe in Klammern.
- Baujahr = Jahr der Eröffnung
- Vorgänger = Baujahr der früheren Brücke(n)
- Die Symbolbilder in der Spalte Tragwerk haben folgende Bedeutung:

 Bogenbrücke mit abgehängter Fahrbahn
 Bogenbrücke mit obenliegender Fahrbahn
 Balkenbrücke
 Fachwerkbrücke
 Schrägseilbrücke
 Hängebrücke
 Hohlkastenbrücke
 Stein-Bogenbrücke
 Schleuse, Laufwasserkraftwerk
Die bei den Staustufen angegebene Länge der Wehrstege versteht sich einschließlich der Länge der Stege entlang der Kraftwerksgebäude und eventueller Vorlandstege.

## Mainmündung bis Frankfurt
| Bild                                            | Name                                 | Ort                                               | Main- km | Funktion   | Verkehrsweg                                                               | Länge in m | Material    | Tragwerk | Baujahr | Vorgänger         | Bemerkung |
| ----------------------------------------------- | ------------------------------------ | ------------------------------------------------- | -------- | ---------- | ------------------------------------------------------------------------- | ---------- | ----------- | -------- | ------- | ----------------- | --- |
|                                                 | Kostheimer Brücke                    | Mainz-Kostheim Ginsheim-Gustavsburg               | 1,330    | S F, R     | B43                                                                       | 344        | Stahl       |          | 1947    | 1887              | |
|                                                 | Staustufe Kostheim                   | Hochheim am Main Ginsheim-Gustavsburg             | 3,170    | (F)        | Wehrsteg                                                                  |            | Stahl       |          | 1934    |                   | |
|                                                 | Eisenbahnbrücke Hochheim             | Hochheim am Main Ginsheim-Gustavsburg             | 3,529    | E          | Umgehungsbahn Mainz                                                       | 561        | Stahl       |          | 1904    |                   | 1945 gesprengt, 1947 wiederaufgebaut                                                                                           |
| Schleuse, Eisenbahn- und Autobahnbrücke         | Mainbrücke Hochheim                  | Hochheim am Main Bischofsheim                     | 4,000    | S, R, F    | A671                                                                      | 916        | Stahl       |          | 1966    |                   | |
| Opelbrücke                                      | Opelbrücke                           | Flörsheim am Main Rüsselsheim am Main             | 9,930    | S, R, F    | B519                                                                      | 401,6      | Beton       |          | 1981    | 1928              | |
| Autobahnbrücke, dahinter die Eisenbahnbrücke    | Mainbrücke Eddersheim                | Hattersheim Raunheim                              | 14,210   | S          | A3                                                                        | 324        | Beton       |          | 1982    | 1957              | Ein Widerlager und zwei Pfeiler 1941 fertiggestellt                                                                            |
| Eisenbahnbrücke, dahinter die A3-Autobahnbrücke | Mainbrücke Eddersheim                | Hattersheim am Main Raunheim                      | 14,260   | E          | Schnellfahrstrecke Köln–Rhein/Main                                        | 324        | Beton       |          | 2000    |                   | |
|                                                 | Staustufe Eddersheim                 | Eddersheim Kelsterbach                            | 15,551   | F          | Wehrsteg                                                                  | 190        | Stahl       |          | 1934    |                   | |
|                                                 | Sindlinger Mainbrücke                | Frankfurt-Sindlingen Kelsterbach                  | 21,460   | S, F, R    | B40                                                                       | 322        | Beton       |          | 1978    |                   | |
|                                                 | Werksbrücke West                     | Industriepark Höchst                              | 22,030   | S, E       | private Zufahrt                                                           | 300        | Beton       |          | 1972    |                   | |
|                                                 | Versorgungsbrücke (Infraserv Höchst) | Industriepark Höchst                              | 23,340   | Rohrbrücke | –                                                                         | 204        | Stahl       |          | 2009    |                   | |
|                                                 | Werksbrücke Mitte                    | Industriepark Höchst                              | 23,370   | S, F, R    | privat                                                                    | 365        | Beton       |          | 1960    |                   | |
|                                                 | Leunabrücke                          | Frankfurt-Höchst Frankfurt-Schwanheim             | 24,310   | S, F, R    | Leunastraße                                                               | 424        | Beton       |          | 1994    |                   | erst 2007 ins Straßennetz eingebunden                                                                                          |
|                                                 | Schwanheimer Brücke                  | Frankfurt-Nied Frankfurt-Schwanheim               | 26,800   | S, F, R    | B40                                                                       | 489        | Stahl       |          | 1963    | 1907              | |
|                                                 | Staustufe Griesheim                  | Frankfurt-Griesheim Frankfurt-Schwanheim          | 28,720   | F          | Wehrsteg                                                                  | 287        | Stahl       |          | 1932    |                   | |
|                                                 | Europabrücke                         | Frankfurt-Griesheim Frankfurt-Schwanheim          | 30,010   | S, F, R    | A5                                                                        | 313        | Beton       |          | 1978    | 1935 / 1946       | |
|                                                 | Neue Niederräder Brücke              | Frankfurt-Gutleutviertel Frankfurt-Niederrad      | 30,970   | E          | Flughafenschleife Frankfurt                                               | 545        | Stahl       |          | 1979    |                   | |
|                                                 | Alte Niederräder Brücke              | Frankfurt-Gutleutviertel Frankfurt-Niederrad      | 31,000   | E, F       | Bahnstrecke Mainz–Frankfurt                                               | 545        | Stahl       |          | 1946    | 1882, 1928        | |
|                                                 | Main-Neckar-Brücke                   | Frankfurt-Gutleutviertel Frankfurt-Niederrad      | 32,770   | E, F       | Bahnstrecke Frankfurt am Main–Heidelberg, Bahnstrecke Frankfurt–Göttingen | 273        | Stahl       |          | 1946    | 1885, 1928        | |
|                                                 | Friedensbrücke                       | Frankfurt-Gutleutviertel Frankfurt-Sachsenhausen  | 33,890   | S, F, R    | , 12, 16, 17, 20, 21 Ebbelwei-Expreß                                      | 287        | Stahl       |          | 1951    | 1848, 1891        | Vorgänger erste Eisenbahnbrücke in Ffm; 1891 zur Straßenbrücke Wilhelmsbrücke umgebaut. Neubau 1951, 1995 erneuert             |
|                                                 | Holbeinsteg                          | Frankfurt-Bahnhofsviertel Frankfurt-Sachsenhausen | 34,390   | F, R       |                                                                           | 210        | Stahl       |          | 1990    |                   | |
|                                                 | Untermainbrücke                      | Frankfurt-Innenstadt Frankfurt-Sachsenhausen      | 34,840   | S, F, R    |                                                                           | 252        | Stahl       |          | 1949    | 1874              | 1990 Totalsanierung; Stahlverbundkonstruktion                                                                                  |
|                                                 | Eiserner Steg                        | Frankfurt-Altstadt Frankfurt-Sachsenhausen        | 35,260   | F          |                                                                           | 173        | Stahl       |          | 1946    | 1869, 1912        | Versteifte Hängebrücke (1869), Auslegerbrücke (1912), Wiederaufbau (1946), Renovierung (1993)                                  |
|                                                 | Alte Brücke                          | Frankfurt-Altstadt Frankfurt-Sachsenhausen        | 35,650   | S, F, R    |                                                                           | 237        | Stein Stahl |          | 2013    | 1235 … 1926, 1965 | Erstmals 1235 urkundlich erwähnt, heutige Brücke 1926 erbaut, 1945 gesprengt, 1965 umgebaut, 2013 saniert mit neuem Mittelfeld |
|                                                 | Ignatz-Bubis-Brücke                  | Frankfurt-Innenstadt Frankfurt-Sachsenhausen      | 36,000   | S, F, R    | , 18 Ebbelwei-Expreß                                                      | 184        | Stahl       |          | 1986    | 1878              | Bis 2000: Obermainbrücke |
|                                                 | Flößerbrücke                         | Frankfurt-Innenstadt Frankfurt-Sachsenhausen      | 36,140   | S, F, R    | B3                                                                        | 221        | Beton       |          | 1984    |                   | Zügelgurtbrücke |
|                                                 | Deutschherrnbrücke                   | Frankfurt-Ostend Frankfurt-Sachsenhausen          | 36,900   | E, F       | Bahnstrecke Frankfurt Süd–Aschaffenburg                                   | 274        | Stahl       |          | 1913    |                   | 1945 gesprengt, 1949 wiederaufgebaut                                                                                           |
|                                                 | Osthafenbrücke                       | Frankfurt-Ostend Frankfurt-Sachsenhausen          | 37,330   | S, F, R    |                                                                           | 175        | Stahl       |          | 2013    |                   | |
|                                                 | Staustufe Offenbach                  | Frankfurt-Ostend Offenbach-Kaiserlei              | 38,437   | F          | Wehrsteg                                                                  | 237        | Stahl       |          | 1953    |                   | |
|                                                 | Kaiserleibrücke                      | Frankfurt-Ostend Offenbach-Kaiserlei              | 39,160   | S, F, R    | A661                                                                      | 220        | Stahl       |          | 1964    |                   | |
|                                                 | Carl-Ulrich-Brücke                   | Frankfurt-Fechenheim Offenbach-Innenstadt         | 41,070   | S, F, R    | L 3001                                                                    | 234        | Stahl       |          | 2014    | 1887, 1934, 1953  | Stahlverbundkonstruktion |
|                                                 | Arthur-von-Weinberg-Steg             | Frankfurt-Fechenheim Offenbach-Bürgel             | 44,670   | F, R       | und Rohrleitung                                                           | 176        | Stahl       |          | 1981    |                   | |

## Mühlheim bis Aschaffenburg
| Bild            | Name                        | Ort                               | Main-km | Funktion | Verkehrsweg                                 | Länge in m | Material | Tragwerk | Baujahr   | Vorgänger | Bemerkung                                                                                                   |
| --------------- | --------------------------- | --------------------------------- | ------- | -------- | ------------------------------------------- | ---------- | -------- | -------- | --------- | --------- | --- |
|                 | Staustufe Mühlheim          | Dörnigheim Mühlheim-Dietesheim    | 53,040  | F        | Wehrsteg                                    | 210        | Stahl    |          | 1988      |           | |
|                 | Steinheimer S-Bahn-Brücke   | Hanau Hanau-Steinheim             | 56,350  | E        | Bahnstrecke Frankfurt Schlachthof–Hanau     | 238        | Stahl    |          | 1995      |           | Eingleisige stählerne Stabbogenbrücke mit Spannbeton-Vorlandbrücke                                          |
|                 | Steinheimer Eisenbahnbrücke | Hanau Hanau-Steinheim             | 56,365  | E        | Bahnstrecke Frankfurt–Göttingen             | 238        | Stahl    |          | 1875      |           | 1945 gesprengt, 1947 wiederaufgebaut                                                                        |
|                 | Steinheimer Mainbrücke      | Hanau Hanau-Steinheim             | 56,390  | S F, R   | B43 · B45                                   | 235        | Stahl    |          | 1873      |           | 1945 gesprengt, 1947 wiederaufgebaut                                                                        |
| Bild gesucht BW | Hellentalbrücke             | Großauheim Klein-Auheim           | 58,300  | S F, R   | B43a                                        | 712        | Beton    |          | 1981      |           | |
|                 | Auheimer Mainbrücke         | Großauheim Klein-Auheim           | 59,560  | E F, R   | Odenwaldbahn                                | 240        | Stahl    |          | 1882 1941 |           | Eisenbahnbrücke 1882, Straßenbrücke (heute nur F, R) 1941 angefügt; 1945 gesprengt, anschließend repariert. |
|                 | Limesbrücke                 | Großauheim Klein-Auheim           | 61,14   | S        | K 859                                       | 270        | Beton    |          | 1985      |           | |
|                 | Staustufe Krotzenburg       | Großkrotzenburg Klein-Krotzenburg | 63,730  | F        | Wehrsteg                                    | 200        | Stahl    |          | 1983      | 1920      | |
|                 | Kilianusbrücke              | Mainflingen Dettingen am Main     | 74,094  | F, R     |                                             | 255        | Stahl    |          | 1989      |           | |
|                 | Mainbrücke Mainflingen      | Mainflingen Kleinostheim          | 76,630  | S        | A45                                         | 449        | Beton    |          | 1978      |           | Neubau geplant                                                                                              |
|                 | Staustufe Kleinostheim      | Kleinostheim Stockstadt am Main   | 77,730  | F        | Wehrsteg                                    | 215        | Stahl    |          | 1982      | 1920      | |
|                 | Mainbrücke Stockstadt (A 3) | Kleinostheim Stockstadt am Main   | 80,050  | S        | A3                                          | 361        | Beton    |          | 1991      | 1958      | |
|                 | Eisenbahnbrücke Stockstadt  | Mainaschaff Stockstadt am Main    | 81,340  | E, F, R  | Rhein-Main-Bahn                             | 211        | Stahl    |          | 1955      | 1858      | |
| Bild gesucht BW | Friedrich-Ebert-Brücke      | Aschaffenburg                     | 85,850  | S        | B26                                         | 310        | Stahl    |          | 1965 2008 |           | |
|                 | Willigisbrücke              | Aschaffenburg                     | 87,120  | S        | Darmstädter Straße                          | 300        | Stahl    |          | 1969      | 1891      | |
|                 | Konrad-Adenauer-Brücke      | Aschaffenburg                     | 87,700  | S        | Westring                                    | 470        | Beton    |          | 1975 2001 |           | |
|                 | Nilkheimer Mainbrücke       | Obernau Nilkheim                  | 89,750  | E        | Bahnstrecke Aschaffenburg–Höchst (Odenwald) | 274        | Stahl    |          | 1910      |           | |
|                 | Staustufe Obernau           | Obernau                           | 93,040  | F        | Wehrsteg                                    | 204        | Stahl    |          | 1929      |           | |

## Sulzbach / Niedernberg bis Neuendorf
| Bild            | Name                                       | Ort                             | Main-km | Funktion | Verkehrsweg                            | Länge in m | Material | Tragwerk | Baujahr | Vorgänger  | Bemerkung |
| --------------- | ------------------------------------------ | ------------------------------- | ------- | -------- | -------------------------------------- | ---------- | -------- | -------- | ------- | ---------- | --- |
|                 | Mainbrücke Niedernberg–Sulzbach            | Sulzbach am Main Niedernberg    | 97,980  | S        | St 2313                                | 318        | Stahl    |          | 2001    |            | |
|                 | Staustufe Wallstadt                        | Kleinwallstadt Großwallstadt    | 101,370 | F        | Wehrsteg                               | 210        | Stahl    |          | 1930    |            | |
|                 | Fußgängerbrücke Obernburg                  | Elsenfeld Obernburg am Main     | 104,500 | F, R     |                                        | 253        | Beton    |          | 1984    | 1890, 1949 | |
|                 | Mainbrücke Obernburg                       | Elsenfeld Obernburg am Main     | 104,930 | S        | St 2308                                | 235        | Beton    |          | 1981    |            | |
|                 | Eisenbahnbrücke Wörth                      | Erlenbach am Main Wörth am Main | 109,860 | E,F, R   | +                                      | 194        | Stahl    |          |         |            | |
|                 | Mainbrücke Klingenberg                     | Klingenberg am Main             | 112,780 | S        | St 3259                                | 182        | Beton    |          | 2012    | 1880, 1949 | |
|                 | Staustufe Klingenberg                      | Klingenberg am Main             | 113,160 |          | Wehrsteg                               | 185        | Stahl    |          | 1930    |            | |
|                 | Heubachbrücke                              | Großheubach Kleinheubach        | 121,670 | S        | St 2441                                | 460        | Beton    |          | 1974    |            | |
|                 | Staustufe Heubach                          | Großheubach Miltenberg          | 122,365 |          | Wehrsteg                               | 185        | Stahl    |          | 1932    |            | |
|                 | Eisenbahnbrücke über den Main (Miltenberg) | Miltenberg                      | 123,470 | E        |                                        | 185        | Stahl    |          | 1906    |            | |
|                 | Mainbrücke Miltenberg                      | Miltenberg                      | 124,800 | S        | St 2309                                | 212        | Beton    |          | 1950    | 1900       | |
|                 | Martinsbrücke                              | Miltenberg Bürgstadt            | 125,700 | S        | St 2309                                | 357        | Beton    |          | 2008    |            | |
|                 | Mainbrücke Freudenberg                     | Kirschfurt Freudenberg          | 132,700 | S        | St 2315                                | 209        | Stahl    |          | 1950    | 1907       | |
|                 | Staustufe Freudenberg                      | Kirschfurt Freudenberg          | 134,060 |          | Wehrsteg                               | 180        | Stahl    |          | 1934    |            | |
|                 | Staustufe Faulbach                         | Faulbach                        | 147,120 |          | Wehrsteg                               | 180        | Stahl    |          | 1935    |            | |
|                 | Mainbrücke Hasloch                         | Hasloch Wertheim-Bestenheid     | 152,55  | E, F, R  | + Bahnstrecke Miltenberg West–Wertheim | 244        | Stahl    |          | 1911    |            | |
|                 | Spessartbrücke                             | Kreuzwertheim Wertheim          | 155,745 | S        | St 508                                 | 262        | Beton    |          | 1992    |            | |
|                 | Mainbrücke Wertheim                        | Kreuzwertheim Wertheim          | 157,37  | S        | Kreisstraße MSP 32                     | 178        | Stahl    |          | 1953    | 1882       | Neubau beschlossen |
|                 | Staustufe Eichel                           | Eichel                          | 160,595 |          | Wehrsteg                               | 260        | Stahl    |          | 1937    |            | |
|                 | Mainbrücke Bettingen                       | Triefenstein Bettingen          | 167,700 | S        | A3                                     | 310        | Beton    |          | 2001    | 1960       | |
|                 | Mainbrücke Lengfurt                        | Triefenstein Lengfurt           | 173,680 | S        | Kreisstraße MSP 36                     | 155        | Beton    |          | 1954    | 1904       | |
|                 | Staustufe Lengfurt                         | Triefenstein Lengfurt           | 174,618 |          | Wehrsteg                               | 238        | Stahl    |          | 1937    |            | |
|                 | Mainbrücke Marktheidenfeld                 | Marktheidenfeld                 | 179,790 | S        | B8                                     | 190        | Stein    |          | 1846    |            | Zwei 1945 gesprengte Bögen wurden aus Beton wiederaufgebaut. Ob die Durchfahrt für Schiffe durch Entnahme eines Pfeilers verbreitert wird, ist umstritten. |
|                 | Nordbrücke Marktheidenfeld                 | Marktheidenfeld                 | 180,870 | S        | Kreisstraße MSP 45                     | 306        | Stahl    |          | 2002    |            | |
|                 | Staustufe Rothenfels                       | Rothenfels Marktheidenfeld      | 186,062 |          | Wehrsteg                               | 220        | Stahl    |          | 1937    |            | |
|                 | Fußgängerbrücke Neustadt-Erlach            | Neustadt am Main Erlach am Main | 189,610 | F, R     |                                        | 261        | Stahl    |          | 1972    |            | |
|                 | Alte Mainbrücke Lohr                       | Lohr am Main                    | 197,950 | S        |                                        | 259        | Stein    |          | 1875    |            | Zwei 1945 gesprengte Bögen wurden aus Beton wiederaufgebaut.                                                                                               |
|                 | Neue Mainbrücke Lohr                       | Lohr am Main                    | 198,200 | S        | St 2435                                | 471        | Beton    |          | 1975    |            | |
| Bild gesucht BW | Staustufe Steinbach                        | Sackenbach Steinbach            | 200,800 |          | Wehrsteg                               | 175        | Stahl    |          | 1939    |            | |
|                 | Maintalbrücke Nantenbach                   | Neuendorf                       | 204,800 | E        | Schnellfahrstrecke Hannover–Würzburg   | 695        | Stahl    |          | 1993    |            | Weitestgespannte Eisenbahnbalkenbrücke Deutschlands |

## Gemünden bis Würzburg
| Bild            | Name                           | Ort                           | Main- km | Funk- tion | Verkehrs- weg                        | Länge in m | Material | Trag- werk | Bau- jahr | Vorgänger  | Bemerkung                                                |
| --------------- | ------------------------------ | ----------------------------- | -------- | ---------- | ------------------------------------ | ---------- | -------- | ---------- | --------- | ---------- | -------------------------------------------------------- |
|                 | Maintalbrücke Gemünden         | Gemünden am Main              | 210,280  | E          | Schnellfahrstrecke Hannover–Würzburg | 794        | Beton    |            | 1984      |            |                                                          |
|                 | Mainbrücke Gemünden            | Gemünden am Main              | 211,060  | S F, R     | Kreisstraße MSP 20                   | 475        | Stahl    |            | 2010      | 1974       |                                                          |
|                 | Mainsteg Wernfeld              | Wernfeld Kleinwernfeld        | 215,958  | F, R       |                                      | 165        | Stahl    |            | 1995      |            |                                                          |
|                 | Staustufe Harrbach             | Gambach                       | 219,53   |            | Wehrsteg                             | 265        | Stahl    |            | 1939      |            |                                                          |
|                 | Karolingerbrücke               | Karlstadt Karlburg            | 224,800  | S F, R     | St 2435                              | 306        | Stahl    |            | 2005      |            |                                                          |
|                 | Mainbrücke Karlstadt           | Karlstadt Mühlbach            | 226,230  | S F, R     | St 2435                              | 159        | Beton    |            | 1953      | 1880       | Neubau beschlossen, aber Planungen ruhen                 |
|                 | Förderbandbrücke Karlstadt     | Karlstadt Steinbruch          | 227,030  |            | vom Steinbruch zum Zementwerk        | 285        | Stahl    |            |           |            |                                                          |
|                 | Mainbrücke Himmelstadt         | Himmelstadt                   | 232,110  | S F, R     | Kreisstraße MSP 8                    | 147        | Stahl    |            | 1981      | 1907       |                                                          |
|                 | Staustufe Himmelstadt          | Himmelstadt                   | 232,370  |            | Wehrsteg                             | 168        | Stahl    |            | 1939      |            |                                                          |
|                 | Mainbrücke Retzbach-Zellingen  | Retzbach Zellingen            | 234,690  | S F, R     | St 2437                              | 566        | Beton    |            | 1993      |            |                                                          |
|                 | Alte Mainbrücke Zellingen      | Retzbach Zellingen            | 235,410  | F, R       |                                      | 172        | Stahl    |            | 1884      |            |                                                          |
| Bild gesucht BW | Staustufe Erlabrunn            | Erlabrunn                     | 241,220  |            | Wehrsteg                             | 265        | Stahl    |            | 1935      |            |                                                          |
|                 | Ludwig-Volk-Steg               | Veitshöchheim Margetshöchheim | 243,790  | F, R       |                                      | 248        | Stahl    |            | 1967      |            | Die Brücke wurde 2025 abgebrochen.                       |
|                 | Höchheimer Mainsteg            | Veitshöchheim Margetshöchheim | 244,387  | F, R       |                                      | 311        | Stahl    |            | 2024      |            | 2020–2024 als Ersatz für den Ludwig-Volk-Steg errichtet. |
|                 | Maintalbrücke Veitshöchheim    | Veitshöchheim Margetshöchheim | 244,860  | E          | Schnellfahrstrecke Hannover–Würzburg | 1280       | Beton    |            | 1987      |            |                                                          |
|                 | Laurentiusbrücke               | Dürrbachtal Zell am Main      | 247,470  | S F, R     | St 2437                              | 192        | Beton    |            | 1995      | 1903, 1951 | Auch Zeller Brücke genannt                               |
|                 | Brücke der Deutschen Einheit   | Würzburg                      | 251,230  | S F, R     |                                      | 239        | Beton    |            | 1992      |            |                                                          |
|                 | Friedensbrücke                 | Würzburg                      | 251,640  | S F, R     | B27                                  | 200        | Stein    |            | 1948      | 1888       | 1945 gesprengt, 1948 wiederaufgebaut, 1999 verbreitert   |
|                 | Alte Mainbrücke                | Würzburg                      | 252,320  | F, R       |                                      | 185        | Stein    |            | 1703      | um 1120    | 1945 gesprengt, 1950 wiederaufgebaut                     |
|                 | Ludwigsbrücke (Löwenbrücke)    | Würzburg                      | 253,060  | S F, R     |                                      | 205        | Stein    |            | 1895      |            | 1945 gesprengt, 1949 wiederaufgebaut                     |
|                 | Sebastian-Kneipp-Steg          | Würzburg                      | 254,240  | F, (R)     |                                      | 180        | Stahl    |            | 1978      |            |                                                          |
|                 | Konrad-Adenauer-Brücke         | Würzburg                      | 255,060  | S F, R     | B19                                  | 420        | Beton    |            | 1967      |            |                                                          |
|                 | EÜ Mainbrücke bei Heidingsfeld | Würzburg                      | 255,150  | E          |                                      | 208        | Stahl    |            | 1951      | 1864       | 1945 gesprengt                                           |

## Randersacker bis Schweinfurt
| Bild            | Name                                    | Ort                           | Main- km | Funk- tion | Verkehrs- weg     | Länge in m | Material    | Trag- werk | Bau- jahr | Vorgänger        | Bemerkung |
| --------------- | --------------------------------------- | ----------------------------- | -------- | ---------- | ----------------- | ---------- | ----------- | ---------- | --------- | ---------------- | --- |
| Bild gesucht BW | Mainbrücke Randersacker                 | Randersacker Heidingsfeld     | 257,9    | S F, R     |                   | 200        | Beton       |            | 1913      |                  | Die Brücke wurde am 1. April 1945 gesprengt und nicht wieder aufgebaut. |
| Bild gesucht BW | Staustufe Randersacker                  | Randersacker Heidingsfeld     | 258,810  | F, R       | Wehrsteg          | 180        | Stahl       |            | 1950      |                  | |
|                 | Mainbrücke Randersacker                 | Randersacker                  | 260,560  | S          | A3                | 540        | Beton       |            | 2011      | 1963             | |
|                 | Mainbrücke Sommerhausen–Winterhausen    | Sommerhausen Winterhausen     | 265,010  | S F, R     | Kreisstraße WÜ 16 | 234        | Beton       |            | 1970      | 1897             | 1945 durch Luftangriff zerstört; bis 1970 Fährbetrieb |
|                 | Mainbrücke Goßmannsdorf                 | Goßmannsdorf am Main          | 268,830  | S F, R     |                   | 234        | Beton       |            | 2009      |                  | |
| Bild gesucht BW | Staustufe Goßmannsdorf                  | Goßmannsdorf am Main          | 269,050  |            | Wehrsteg          | 200        | Stahl       |            | 1952      |                  | |
|                 | Alte Mainbrücke Ochsenfurt              | Ochsenfurt                    | 271,180  | S F, R     |                   | 270        | Stein Beton |            | 2012      | 1867 1957        | 1133 erste Hinweise auf Holzbrücke, 1520 Steinbrücke, nach Hochwasser 1784 teils Holzbrücke, 1867 Steinbögen, 1945 gesprengt, 1957 Spannbeton-Mittelteil, 2012 Generalsanierung mit neuem Spannbeton-Mittelteil |
|                 | Neue Mainbrücke Ochsenfurt              | Ochsenfurt                    | 271,440  | S F, R     | B13               | 239        | Beton       |            | 2019      | 1954             | |
|                 | Mainbrücke Marktbreit                   | Marktbreit                    | 275,960  | S          | A7                | 928        | Beton       |            | 1981      |                  | Ersatzneubau geplant |
|                 | Mainbrücke Segnitz                      | Segnitz Marktbreit            | 277,365  | S F, R     | St 2273           | 160        | Stahl       |            | 2010      | 1893, 1949       | 1945 gesprengt, 1949 Wiederaufbau, 2010 Ersatzneubau |
|                 | Südbrücke                               | Kitzingen                     | 285,098  | S F, R     |                   | 150        | Beton       |            | 1989      |                  | |
|                 | EÜ Mainbrücke bei Kitzingen             | Kitzingen                     | 285,120  | E          |                   | 184        | Stahl       |            | 1950      |                  | |
|                 | Konrad-Adenauer-Brücke                  | Kitzingen                     | 286,180  | S F, R     | B8                | 294,6      | Beton       |            | 1939      |                  | |
|                 | Alte Mainbrücke Kitzingen               | Kitzingen                     | 286,760  | S F, R     |                   | 270        | Stein Stahl |            |           |                  | 1300 erstmals urkundlich erwähnt. 1945 wurden zwei Bögen gesprengt; 1948 wiederaufgebaut. 1956 drei Bögen durch stählerne Balken ersetzt                                                                        |
|                 | Nordbrücke                              | Kitzingen                     | 287,320  | S F, R     |                   | 191        | Stahl       |            | 2000      |                  | Von 1893 bis zur Sprengung am 4. April 1945 stand an der Stelle die Gerolzhöfer Eisenbahnbrücke der Bahnstrecke Kitzingen–Schweinfurt, eine Bogenbrücke mit fünf Öffnungen.                                     |
|                 | Mainbrücke Dettelbach                   | Dettelbach                    | 292,120  | S          | A3                | 359        | Beton       |            | 2000      | 1961             | |
| Bild gesucht BW | Staustufe Dettelbach                    | Dettelbach                    | 295,480  |            | Wehrsteg          | 195        | Stahl       |            | 1959      |                  | |
|                 | Mainbrücke Schwarzach am Main           | Schwarzenau Stadtschwarzach   | 298,330  | S F, R     | St 2450           | 210        | Stahl       |            | 1958      | 1890             | 1945 gesprengt, 1946 Wiederaufbau, 1958 Ersatzneubau wegen höherem Wasserstand durch Staustufe Dettelbach |
|                 | Brücke über die Schleuse Gerlachshausen | Sommerach Gerlachshausen      | 301,530  | S F, R     | Kreisstraße KT 29 | 40         | Stahl       |            | 1956      |                  | |
|                 | Feldwegbrücke Gerlachshausen            | Gerlachshausen                | 298,330  | F, R       | Feldweg           | 50         | Stahl       |            | 1958      |                  | |
|                 | Straßenbrücke Sommerach                 | Sommerach                     | 302,630  | S F, R     | Kreisstraße KT 57 | 46         | Beton       |            | 1958      |                  | |
|                 | Straßenbrücke Volkach                   | Volkach                       | 304,530  | S F, R     | Kreisstraße KT 29 | 80         | Beton       |            | 1971      |                  | |
|                 | Mainbrücke Volkach                      | Astheim Volkach               | 305,960  | S F, R     | St 2260           | 199        | Stahl       |            | 2011      | 1892,            | 1945 gesprengt, Behelfsbrücke 1949, 2011 Stabbogenbrücke |
|                 | Mainbrücke Bergrheinfeld                | Bergrheinfeld Grafenrheinfeld | 326,920  | S F, R     | St 2277           | 183        | Stahl       |            | 2009      | 1901, 1945, 1960 | 1945 gesprengt, Behelfsbrücke, 1960 Spannbetonbrücke |
|                 | Mainbrücke Oberndorf                    | Schweinfurt                   | 329,780  | S          | A70               | 374        | Beton       |            | 1970 1994 |                  | |
|                 | Hahnenhügelbrücke                       | Schweinfurt                   | 331,220  | S F, R     | B286              | 283        | Stahl       |            | 1967      |                  | |
|                 | Eisenbahnbrücke Schweinfurt-Gerolzhofen | Schweinfurt                   | 331,470  | E          |                   | 234        | Stahl       |            | 1984      | 1903             | 1945 gesprengt, 1946 Behelfsbrücke, 1984 Überbau teilweise aus Wertheim |
|                 | Wehrsteg Staustufe Schweinfurt          | Schweinfurt                   | 332,037  |            |                   | 120        | Stahlbeton  |            | 1962      |                  | |
|                 | Maxbrücke                               | Schweinfurt                   | 332,631  | S F, R     | St 2272           | 259        | Stahlbeton  |            | 1960      | 1408, 1902       | 1945 gesprengt, Behelfsbrücke, 1960 Spannbetonbrücke. Neubau beabsichtigt. |

## Weyer bis Hallstadt bei Bamberg
| Bild | Name                              | Ort                       | Main- km | Funk- tion | Verkehrs- weg | Länge in m | Material          | Trag- werk | Bau- jahr | Vorgänger | Bemerkung |
| ---- | --------------------------------- | ------------------------- | -------- | ---------- | ------------- | ---------- | ----------------- | ---------- | --------- | --------- | --- |
|      | Mainbrücke Weyer                  | Gädheim Weyer             | 341,200  | S F, R     | B303          | 710        | Spannbeton        |            | 1973      |           | |
|      | Mainsteg Untereuerheim            | Gädheim Untereuerheim     | 343,747  | F, R       |               | 100        | Beton             |            | 1967      |           | Ersatzneubau einer Hängebrücke wegen Mainverbreiterung geplant                                                                                       |
|      | Mainbrücke Horhausen              | Theres Horhausen          | 349,210  | S F, R     | St 2426       | 152        | Stahl             |            | 2023      | 1966      | Vollwandträgerbrücke von 1966 wurde durch Stabbogenbrücke ersetzt, die 2020 eingeschwommen wurde und 2023 fertig war.                                |
|      | Mainbrücke Haßfurt                | Haßfurt                   | 355,22   | S F, R     | St 2275       | 100        | Stahl             |            | 1963      | 1380 1867 | Holzbrücke 1632 abgebrannt, nicht ersetzt. 1867 erste Gerberträgerbrücke, die 1888 um Flutbrücke ergänzt wurde. 1945 gesprengt, 1946 wiederaufgebaut |
|      | Brücke über die Schleuse Knetzgau | Knetzgau                  | 359,830  | S F, R     |               | 31,5       | Stahl             |            | 1958      |           | |
|      | Wehrsteg Staustufe Knetzgau       | Knetzgau                  | 359,989  |            |               | 120        | Stahl             |            | 1958      |           | Wehrsteg seit 2018 wegen Haftungsfragen gesperrt |
|      | Mainbrücke Knetzgau–Zeil          | Zeil am Main Knetzgau     | 360,760  | S F, R     | St 2472       | 365        | Beton             |            |           |           | |
|      | Luitpoldbrücke                    | Zeil am Main Sand am Main | 362,920  | S F, R     |               | 75         | Stahl             |            | 1995      | 1911      | 1945 gesprengt, wiederaufgebaut, 1995 Neubau |
|      | Brücke über die Schleuse Limbach  | Limbach                   | 366,993  | S F, R     |               | 27         | Stahlbeton        |            | 1951      |           | |
|      | Wehrsteg Staustufe Limbach        | Limbach                   | 367,723  |            |               | 120        | Stahl             |            | 1951      |           | |
|      | Mainbrücke Eltmann                | Eltmann Knetzgau          | 367,900  | S          | A70           | 1056       | Stahl Beton       |            | 1987 2006 |           | Zwei parallele Bauwerke |
|      | Mainbrücke Eltmann                | Ebelsbach Eltmann         | 369,540  | S F, R     | B26           | 227        | Beton             |            | 1971      | 1953      | |
|      | Mainbrücke Viereth                | Viereth                   | 379,830  | S F, R     | St 2262       | 147        | Beton             |            | 1975      | 1904      | |
|      | Wehrsteg Staustufe Viereth        | Viereth                   | 380,860  | F, R       |               | 170        | Stahl             |            | 1925      |           | Wehrsteg bei Bauarbeiten 2020 ausgetauscht |
|      | Mainbrücke Oberhaid               | Oberhaid                  | 385,250  | S          | A70           | 608        | Beton             |            | 1991      |           | |
|      | Mainbrücke Hallstadt              | Hallstadt                 | 387,400  | E          |               | 159        | Beton / Mauerwerk |            | 1905      | 1852      | Nach Sprengung im April 1945 vier der Mauerwerksbögen durch Betonbögen ersetzt. Oberhalb der Brücke endet die Bundeswasserstraße                     |

## Kemmern bis zum Zusammenfluss bei Steinenhausen
- Straßenbrücke Hallstadt, Hallstadt
- Straßenbrücke Kemmern, Kemmern
- Straßenbrücke Baunach, Baunach, B 279, neue Brücke im Bau (2021)
- Wegbrücke Baunach-Breitengüßbach
- Eisenbahnbrücke Baunach-Breitengüßbach
- Straßenbrücke Breitengüßbach, B 4
- Straßenbrücke Ebing
- Straßenbrücke Zapfendorf
- Straßenbrücke Unterleiterbach
- Straßenbrücke Ebensfeld
- Straßenbrücke Wiesen (Bad Staffelstein)

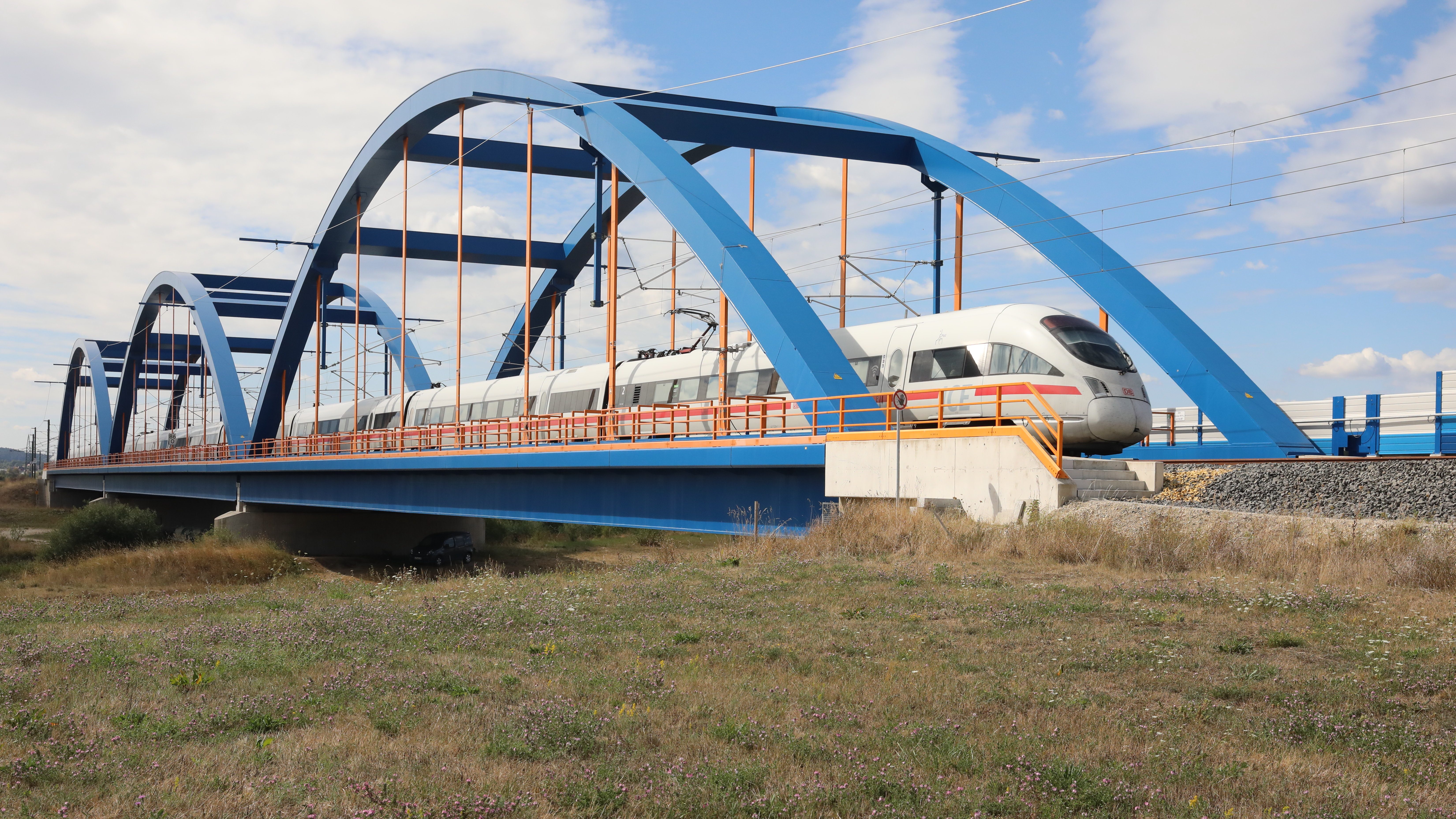
Mainbrücke Wiesen

- Mainbrücke Wiesen, Eisenbahnbrücke im Zuge der Schnellfahrstrecke Nürnberg–Erfurt
- Straßenbrücke Unnersdorf
- Staustufe Hausen
- Wegbrücke Reundorf

- Maintalbrücke Lichtenfels, A 73
- Straßenbrücken Lichtenfels
  - Coburger Straße

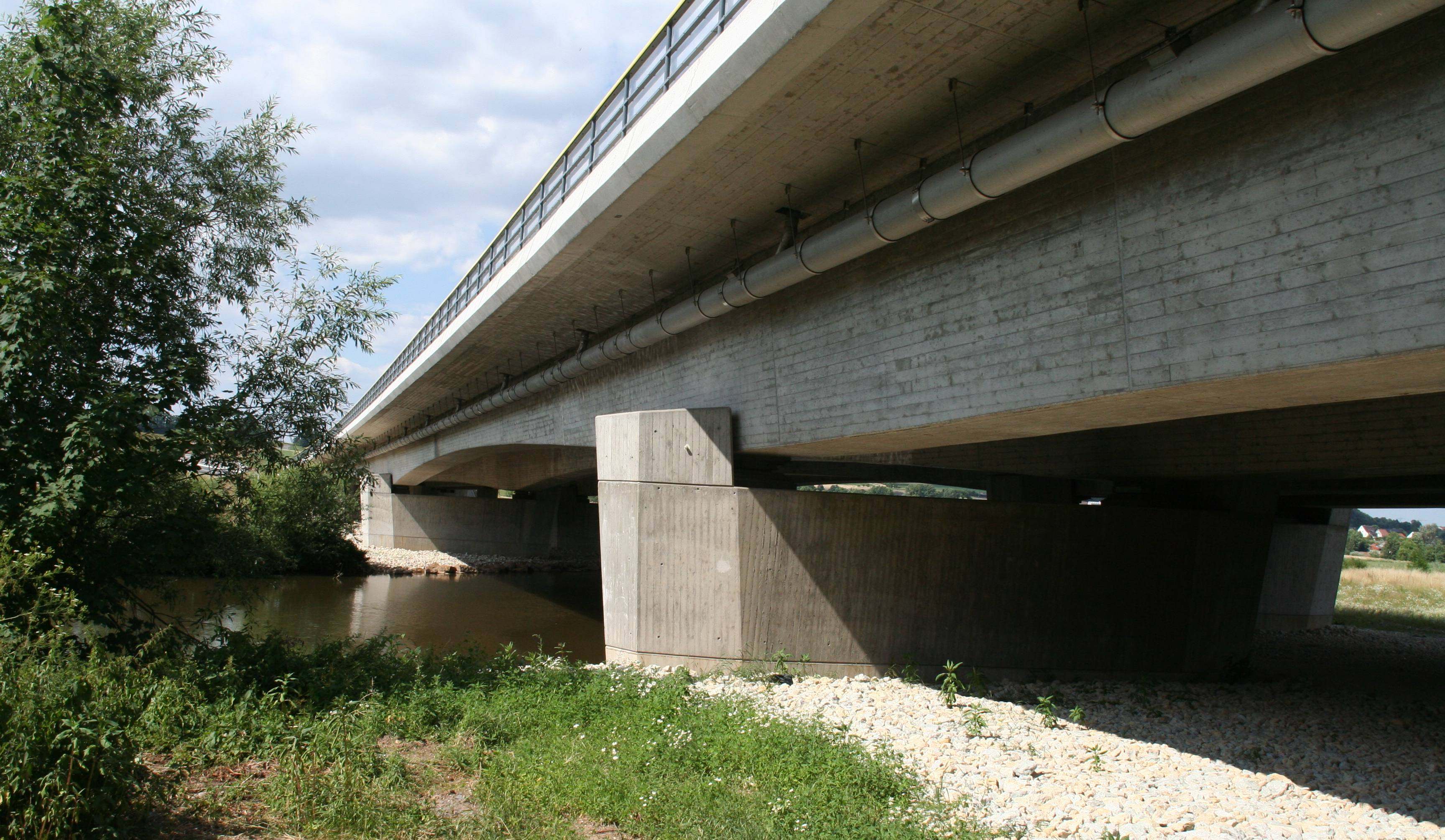
Maintalbrücke Lichtenfels, A 73

  - Bürgermeister-Doktor-Hauptmann-Ring
- Eisenbahnbrücke Lichtenfels (mit Fußgängersteg)
- Wehrsteg Staustufe Oberwallenstadt
- Straßenbrücke Michelau in Oberfranken
- Wegbrücke Schwürbitz
- Straßenbrücke Hochstadt am Main, B 173
- Eisenbahnbrücke Frankenwaldbahn
- Eisenbahnbrücke im Zuge der Bahnstrecke Bamberg–Hof
- Straßenbrücke Burgstall (Hochstadt am Main)
- Straßenbrücke Trebitzmühle

- Straßenbrücke Strössendorf

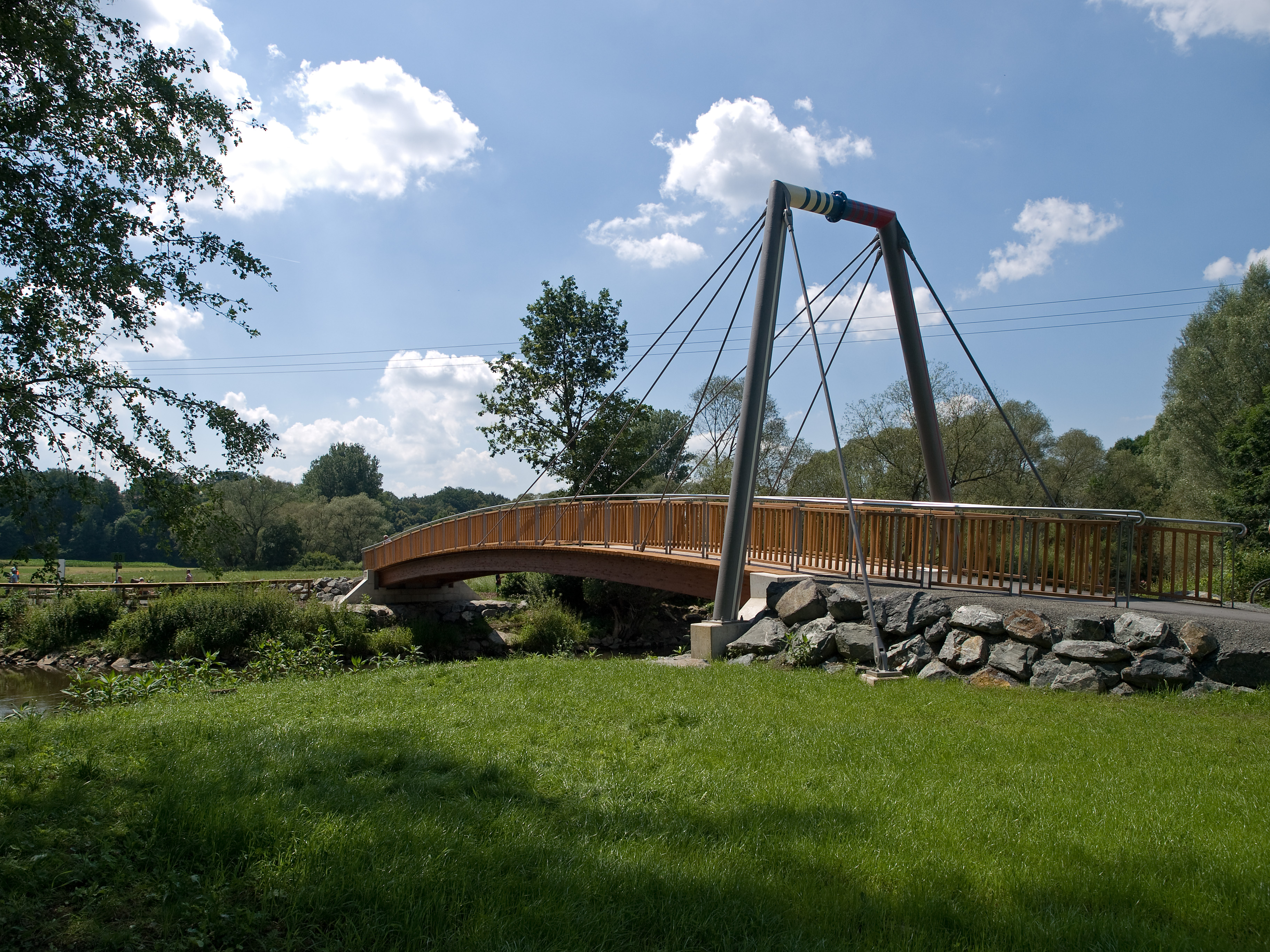
Brücke am Zusammenfluss

- Straßenbrücke Burgkunstadt–Altenkunstadt, St 2191
- Straßenbrücke Theisau
- Straßenbrücke Maineck
- Straßenbrücken am Kraftwerk Rothwind
- Wegbrücke Schwarzach bei Kulmbach–Willmersreuth
- Straßenbrücke Mainleus
- Wegbrücke Mainleus
- 2 Wegbrücken am Zusammenfluss des Roten und des Weißen Mains bei Steinenhausen